# Richard Henry Lee
Richard Henry Lee (Condado de Westmoreland, 20 de enero de 1732 - Chantilly, Virginia, 19 de junio de 1794) fue un político estadounidense. Abogado y juez destacado de la colonia británica de Virginia desde 1757, fue designado por los electores de ésta para representarlos ante el Congreso de Filadelfia desde 1775.
Lee había alimentado durante mucho tiempo la idea de que las Trece Colonias debían exigir mayores derechos políticos a Gran Bretaña y fue uno de los primeros líderes de las Trece Colonias en reconocer que las nuevas facultades que el Parlamento británico había concedido al rey Jorge III eran un riesgo elevado para los colonos americanos. 
Conforme avanzaba el debate en el Congreso de Filadelfia, Lee iba asumiendo una posición más favorable a la independencia total y no sólo a la autonomía dentro del Imperio británico, su convicción de la necesidad de la independencia logró convencer a delegados de otras colonias e incluso persuadió a sus propios electores de Virginia, temerosos que Lee pudiera llegar demasiado lejos. 
Lee fue designado jefe de las milicias de Virginia a mediados de 1776 y no pudo participar en la redacción de la Declaración de Independencia hecha finalmente por Thomas Jefferson, pero sí redactó la Resolución para la Independencia (1776), documento donde se avisaba abiertamente al gobierno británico que las Trece Colonias forjarían un estado independiente si no se satisfacían sus demandas. 
Posteriormente, participó en la guerra de Independencia de Estados Unidos y fue nombrado presidente del Congreso en 1784; se retiró de la política años después y murió en su natal Virginia en 1794. 
- Datos: Q725907
- Multimedia: Richard Henry Lee / Q725907